# Кёнга (река)
Кёнга (селькупск. Ӄӧ́ӈӷӭ, Ӄӧ́нга) — река в Бакчарском и (небольшой частью) Парабельском районах Томской области России, правая составляющая Парабели.
Длина — 498 км, площадь водосборного бассейна — 8570 км². Среднемноголетний расход воды в 127 км от устья — 24,2 м³/с, годовой сток — 0,7 км³/год.
Кёнга берёт начало в Васюганских болотах, течёт на север. Сливаясь с Чузиком, образует реку Парабель (приток Оби).
Населённые пункты: Кёнга, Центральный, Усть-Чузик.
| Средний расход воды (м³/с) реки Кёнги по месяцам и за год с 1954 по 1994 гг. (замеры производились на гидрологическом посту в 127 км от устья) |